# گرازوئیه
گرازوئیه، روستایی در دهستان بندزرک بخش بندزرک شهرستان میناب در استان هرمزگان ایران است.

## پیشینه نام
از روستای گرازوئیه با نام پیشین گلزاروئیه یاد شده و در آن زمان به این نام خوانده می‌شد؛ ولی اکنون به نام گرازوئیه تغییر پیدا کرده و در بیان مردم محلی نیز گرازو گفته می‌شود.

## موقعیت جغرافیایی
این روستا از شمال با شهر بندزرک، از جنوب با روستای میسکنک، از غرب با روستای کشقلمان پایین و از شرق با شهر زهوکی همسایه است.

## ویژگی‌ها
روستای گرازوئیه از چند محله تشکیل شده که عبارتند از: گرازوئیه محمددران، سرچرک، سرتنب و پاجو.
اقتصاد روستای گرازوئیه بر صید ماهی ، صنایع دستی و سایر مشاغل آزاد استوار است. مهمترین هنر دستی روستا، گلابتون دوزی است.
دین مردم روستای گرازوئیه، اسلام و پیرو مذهب اهل تشیع هستند؛ همچنین مردم این روستا به زبان بلوچی (گویش بیابانی) سخن می‌گویند.

## جمعیت
بر پایه سرشماری عمومی نفوس و مسکن در سال ۱۳۹۵، جمعیت این روستا برابر با ۱٬۰۷۰ نفر (۲۸۵ خانوار) بوده‌است.